# Romário Marques Rodrigues
Romário Marques Rodrigues (27 oktober 1992) is een Braziliaans voetballer. De aanvaller speelt sinds januari 2018 in zijn vaderland voor Ceará SC. 

## Carrière
Romário debuteerde bij Ceará SC als prof. Via Boa Esporte belandde hij in 2016 bij Varzim voor een huurperiode. Eenmaal terug in Brazilië ging Romário bij Rio Branco aan de slag. De Braziliaanse aanvaller tekende in juni 2017 een contract bij Kalmar FF, na een geslaagde proefperiode. Het verblijf Romário in Kalmar blijft echter beperkt tot negen optredens. Daarna keerde hij terug naar Brazilië om te gaan spelen voor Ceará SC.